# ERT2 (телекомпания)
ERT2 - принадлежавшее государству акционерное общество, осуществлявшая телерадиовещание (телерадиокомпания) в 1967-1987 гг. До 1982 года называлось «Служба информации Вооружённых сил» (Υπηρεσία Ενημερώσεως Ενόπλων Δυνάμεων, YENEΔ)

## Деятельность
Телерадиокомпания вела в 1966-1987 гг.:
- в 1967-1987 гг. - вещание по 2-й телепрограмме в Греции;
- вещание по Радиостанции Вооружённых сил в Афинах;
- вещание по Радиостанции Вооружённых сил в Центральной Элладе (Ραδιοφωνικός Σταθμός Ενόπλων Δυνάμεων Κεντρικής Ελλάδος) в Лариссе (Фессалия);
- вещание по Радиостанции Вооружённых сил в Эпире (Ραδιοφωνικό Σταθμό Ενόπλων Δυνάμεων Ηπείρου) в Янине (Эпир);
- вещание по Радиостанции Вооружённых сил в Восточной Македонии и Фракии (Ραδιοφωνικό Σταθμό Ανατολικής Μακεδονίας και Θράκης) в Кавале (Восточная Македония и Фракия);
- вещание по Радиостанции Вооружённых сил в Западной Македонии (Ραδιοφωνικός Σταθμός Ενόπλων Δυνάμεων Δυτικής Μακεδονίας) в Козани (Западная Македония);
- вещание по Радиостанции Вооружённых сил в Новой Орестиаде (Στρατιωτικός Ραδιοφωνικός Σταθμός Νέας Ορεστιάδας) в Орестиаде (Восточная Македония и Фракия).

## Правопреемники
В 1987 году телерадиокомпания была поглощена акционерным обществом «Греческое радио и телевидение».